# Municipio de Union (condado de Crawford, Indiana)
El municipio de Union (en inglés: Union Township) es un municipio ubicado en el condado de Crawford en el estado estadounidense de Indiana. En el año 2010 tenía una población de 761 habitantes y una densidad poblacional de 6,93 personas por km².

## Geografía
El municipio de Union se encuentra ubicado en las coordenadas 38°15′33″N 86°31′8″O / 38.25917, -86.51889. Según la Oficina del Censo de los Estados Unidos, el municipio tiene una superficie total de 109.81 km², de la cual 109,81 km² corresponden a tierra firme y (0 %) 0 km² es agua.

## Demografía
Según el censo de 2010, había 761 personas residiendo en el municipio de Union. La densidad de población era de 6,93 hab./km². De los 761 habitantes, el municipio de Union estaba compuesto por el 97,24 % blancos, el 0,13 % eran afroamericanos, el 0,53 % eran amerindios, el 0,53 % eran asiáticos, el 0,92 % eran de otras razas y el 0,66 % eran de una mezcla de razas. Del total de la población el 2,76 % eran hispanos o latinos de cualquier raza.